# 切特科 (亞利桑那州)
切特科（英語：Chetco）是位於美國亞利桑那州阿帕契縣的一個非建制地區。該地的面積和人口皆未知。

## 地理
切特科的座標為35°12′59″N 109°20′03″W / 35.21639°N 109.33417°W，而該地的平均海拔高度為1788米（即5866英尺）。